# هوراس نيوتن ألين
هوراس نيوتن ألين (بالإنجليزية: Horace Newton Allen)‏ هو مبشر ودبلوماسي أمريكي، ولد في 23 أبريل 1858 في ديلاوير في الولايات المتحدة، وتوفي في 11 ديسمبر 1932 في توليدو في الولايات المتحدة.